# Anchorage
Anchorage (výslovnost: Ankoridž) je město a zároveň obvod amerického státu Aljaška. S počtem obyvatel 283 424 (2024) je největším městem Aljašky.

## Historie
Území již před 5000 lety osídlili athabaští Eskymáci.
V 18. století sem dorazili první průzkumníci z Ruska a s Eskymáky obchodovali – měď, železo, ryby a kožešiny.
Místo navštívil, prozkoumal a zmapoval při své 3. plavbě kolem světa kpt. James Cook, který zde neúspěšně hledal Severozápadní průjezd (spojnici Pacifikem a Atlantikem), v květnu 1778. Před ním se v této oblasti pohyboval a mapoval i V. Bering. Svou loď Resolution Cook zakotvil na místě, které nazval „Anchor Point“, a které bylo později pojmenované „Anchorage“ (=kotviště). 
V roce 1912 kongres rozhodl vybudovat zde železniční spojku se Sewardem kvůli zpřístupnění vnitrozemských nalezišť uhlí. To byl začátek rychlého rozvoje původně stanového městečka. Město bylo založeno roku 1914, když k němu dorazila Aljašská železnice. V Anchorage žijí více než dvě pětiny obyvatel Aljašky.  
V tomto období zde již byli Rusové poměrně dobře zabydleni, obzvláště v okolí Eklutny.  Na Velký pátek 27. března 1964 město zasáhlo nejsilnější naměřené zemětřesení v severní Americe (a druhé nejsilnější naměřené zemětřesení vůbec) o síle 9,2 Richterovy stupnice, které totálně zničilo některé městské části a vyvolalo zničující vlnu tsunami v oblasti zálivu prince Williama. Po objevu bohatých nalezišť ropy na Aljašce v roce 1968 si v Anchorage otevřely své pobočky významné ropné společnosti, což významně podpořilo další rozvoj města. Místní letiště je i díky své poloze důležitým uzlem nákladní dopravy. V roce 2019 bylo šesté na světě podle přepraveného nákladu.

## Umístění
Anchorage se nachází uprostřed jižního regionu Aljašky. 576 km jižně od Fairbanks, 97 km severně od Whittieru a 204 km severně od Sewardu. Anchorage je největším městem v okruhu 2 000 km, nejbližším velkoměstem je kanadský Vancouver vzdálený vzdušnou čarou 2 100 km. Let ze Seattlu do Anchorage trvá tři a půl hodiny.

## Ubytování
Nachází se zde více než 8000 hotelových a motelových pokojů. Je zde přes 600 restaurací.

## Přístup
Do Anchorage denně přilétá více než 280 letových spojení domácích a mezinárodních aerolinek. Do Anchorage lze dorazit odkudkoliv ze severní Ameriky díky Aljašské dálnici. Dále sem jezdí vlak z města Fairbanks.

## Demografie

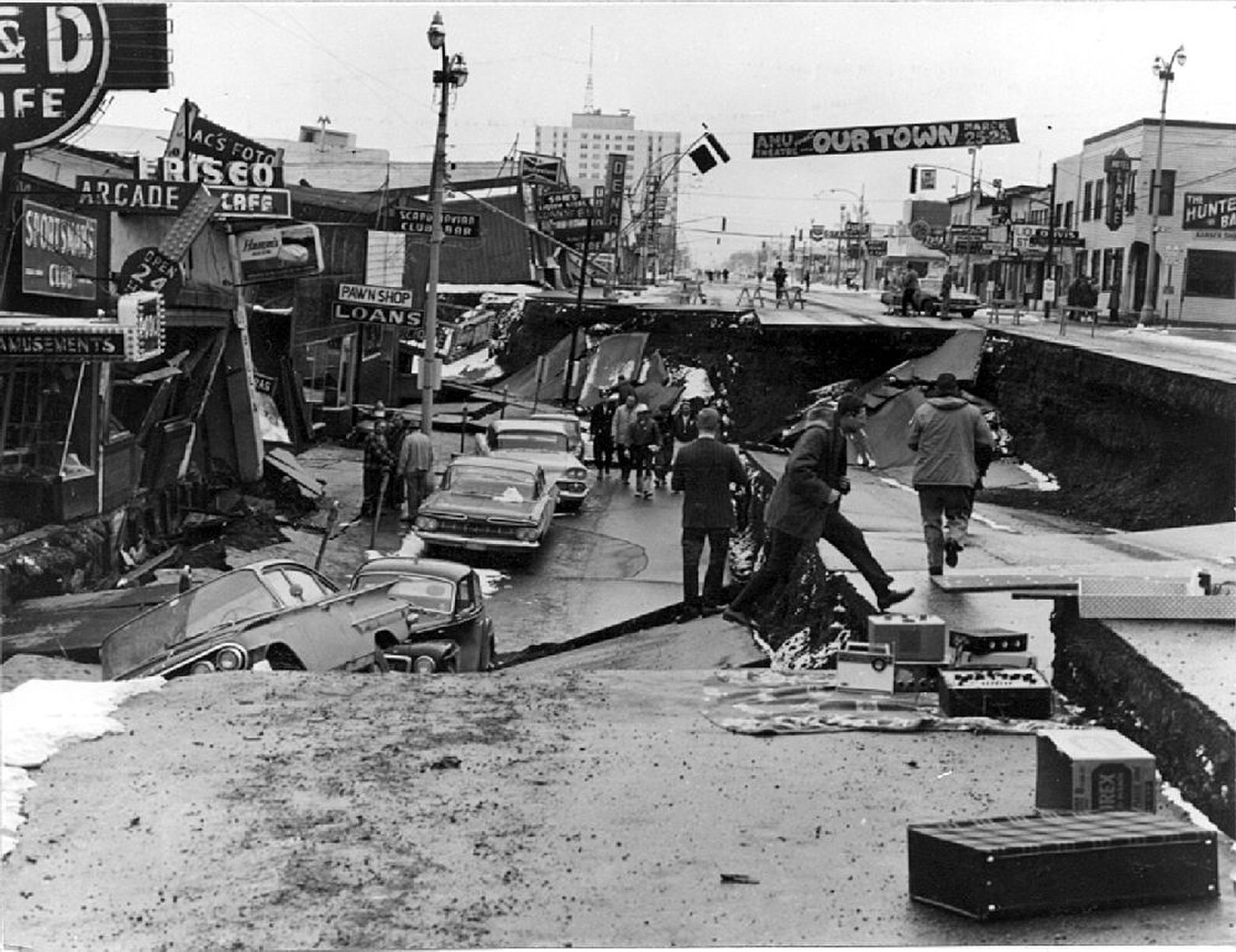
Následky zemětřesení 27. března 1964

Podle sčítání lidu z roku 2020 zde žilo 291 538 obyvatel.

### Etnické složení
- 62,98% Bílí Američané
- 5,55% Afroameričané
- 7,39% Američtí indiáni
- 9,61% Asijští Američané
- 2,33% Pacifičtí ostrované
- 2,3% Jiná etnika
- 9,84% Smíšený původ

Obyvatelé hispánského nebo latinskoamerického původu tvořili 8,7% populace.

## Turistika a zábava

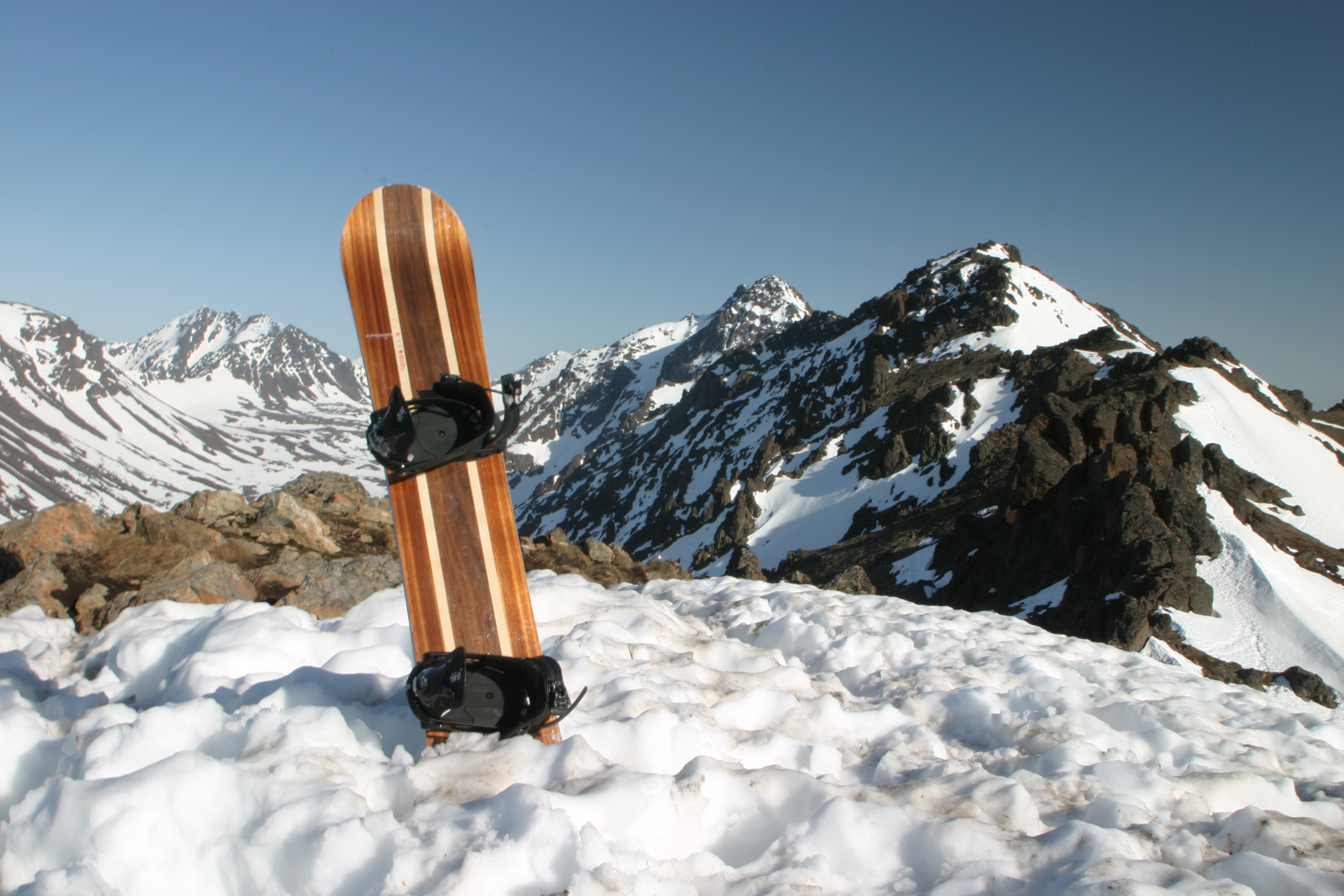
Peak Three

Anchorage je díky své poloze, klimatu a dopravnímu spojení hlavním základním táborem pro dobrodružství na Aljašce. Ročně se zde koná množství sportovních soutěží, nespočet festivalů a mnoho dalších akcí. Město Anchorage je známé jako vzdušná křižovatka světa. Můžete si zde užít rekreaci, divokou přírodu, ledovce, hory, dobrodružství aj. Mírné zimní klima, zasněžené hory a lesy, oceněný systém stezek a míle nezmapovaného sněhu vytvářejí ideální podmínky pro zimní sporty jako jsou alpské a severské lyžování, snowboarding, psí spřežení, rybaření, výlety na sněžnicích a další.

## Zajímavosti
Každou 1. sobotu v březnu zde začíná největší závod musherů se psím spřežením – Iditarod.

## Slavní rodáci
- Brandon Dubinsky (* 1986), americký profesionální hokejový útočník
- Carmel Buckingham (* 1998), americká zpěvačka

## Partnerská města
- Čitose, Japonsko
- Darwin, Austrálie
- Inčchon, Jižní Korea
- Magadan, Rusko
- Tromsø, Norsko
- Whitby, Kanada